# Jeanne Axelsen
Jeanne Axelsen (* 3. Januar 1968) ist eine ehemalige dänische Fußballspielerin. Als Nationalspielerin nahm sie 1995 und 1999 an der Welt- und 1997 an der Europameisterschaft teil und kam in jeweils drei Spielen zum Einsatz.

## Karriere

### Vereine
Axelsen gehörte im Seniorinnenbereich dem in Hillerød ansässigen Hillerød Gymnastik- og Idrætsforening in der Spielzeit 1995 in der seinerzeit unter dem Namen Elitedivisionen, höchsten Spielklasse im dänischen Frauenfußball, an. Von 1996 bis 1998 spielte sie für den in Rødovre ansässigen Ligakonkurrenten Rodøvre BK, bevor sie sich nach Frederiksberg begab und dort ab 1999 für den Frederiksberg Boldklub Punktspiele bestritt.

### Nationalmannschaft
Als Nationalspielerin für die DBU debütierte sie in der U21-Nationalmannschaft und kam einzig am 16. Mai 1992 in Borås beim 2:2-Unentschieden im Freundschaftsspiel gegen die U21-Nationalmannschaft Schwedens als Einwechselspielerin für Carina Allentoft zum Einsatz.
Für die A-Nationalmannschaft bestritt sie in sechs Jahren 35 Länderspiele, von denen sechs in Freundschaft ausgetragen wurden, zwei in einem Turnier im Rahmen der Goodwill Games 1998 in Hempstead im Nassau County auf Long Island, drei EM- und fünf WM-Qualifikationsspiele und zehn Spiele bei drei Teilnahmen ihrer Mannschaft am Turnier um den Algarve-Cup 1996, 1997 und 1999.
Sie nahm mit ihrer Mannschaft an der Weltmeisterschaft 1995 (1. und 2. Spiel der Gruppe C und das Viertelfinale) und 1999 (drei Spiele der Gruppe A) teil, wie auch an der Europameisterschaft 1997 (drei Spiele der Gruppe B) teil. 
Ihr erstes A-Länderspiel bestritt sie am 26. Mai 1994 im dritten Spiel der EM-Qualifikationsgruppe 3 beim 4:0-Sieg über die Nationalmannschaft Bulgariens in Kjüswtendil. Ihr erstes von vier Länderspieltoren erzielte sie am 13. März 1996 in Portimão beim 3:0-Sieg über die Nationalmannschaft Islands im zweiten Spiel der Gruppe B im Turnier um den Algarve-Cup. Auch im Turnier 1997 und 1999 gelang ihr jeweils ein Tor. Dazwischen traf sie auch im Freundschaftsspiel gegen die Schweizer Nationalmannschaft beim 5:1-Sieg im Freundschaftsspiel am 11. Juni 1997 in Chatonnaye zum 4:0 in der 76. Minute. Mit dem letzten Spiel der WM-Gruppe A, bei der 0:2-Niederlage gegen die Nationalmannschaft Nigerias in Landover am 27. Juni 1999, endete ihre Länderspielkarriere.

## Erfolge
Nationalmannschaft
- Algarve-Cup-Finalist 2007, 2008

Rodøvre BK
- Dänischer Pokal-Sieger 1997

Frederiksberg BK
- Dänischer Pokal-Finalist 1999